# Kazuya Murata (réalisateur)
Kazuya Murata (村田和也, Murata Kazuya, né a Osaka en 1964) est un directeur, dessinateur de storyboard, et producteur japonais.

## Filmographie

### Anime
- Ocean Waves (1993), assistant responsable d'unité[2]
- Yaiba (1993), réalisateur, storyboard, assistant réalisateur[3]
- Wedding Peach (1995), storyboard[4]
- The Doraemons (1995), comité de l'image[5]
- TWO-MIX PV　WHITE REFLECTION (1997), réalisateur, storyboard [6]
- Berserk (1997), assistant réalisateur, storyboard[1]
- The Adventures of Mini-Goddess (1998), storyboard[7]
- To Heart (1999), storyboard, responsable d'unité[8]
- Steel Angel Kurumi (1999), storyboard, réalisateur d'épisodes[9]
- Figure 17 (2001), storyboard, réalisateur d'épisodes[10]
- Pokémon Chronicles (2002), storyboard[11]
- Planetes (2003), Storyboard, Directeur d'épisode, Key Animation [12]
- Mars Daybreak (2004), storyboard, réalisateur d'épisodes[13]
- Eureka Seven (2005), réalisateur, storyboard, réalisateur d'épisodes[14]
- Code Geass: Lelouch of the Rebellion (2006), storyboard, réalisateur d'épisodes, réalisateur associé[15],[16]
- Dennō Coil (2007), storyboard [17]
- Code Geass: Lelouch of the Rebellion R2 (2008), storyboard, réalisateur d'épisodes, réalisateur associé, key animation[18]
- Tokyo Magnitude 8.0 (2009), collaboration au sécanrio, cooépration à la composition[19]
- Gargantia on the Verdurous Planet (2013), réalisateur, storyboard, réalisateur d'épisodes, responsable d'unité, concept original[20]

### Films
- Souvenirs goutte à goutte (1991), assistant réalisateur[21]
- Porco Rosso (1992), comité de production[22]
- Baddo batsu maru no ore no pochi wa sekaiichi (1996), storyboard, production[23]
- Pokémon: The First Movie (1998), Assistant à la planification des scènes [24]
- Pokémon 3 : Le Sort des Zarbi (2000), assistant responsable d'unité
- Pokémon : Jirachi, le génie des vœux (2003), assistant réalisateur, production[25]
- Fullmetal Alchemist : L'Étoile sacrée de Milos (2011), réalisateur[26]

### OAV
- Ogre Slayer (1994), storyboard, production
- Makeruna! Ma kendō (1995), réalisateur[27]
- Gunsmith Cats (1995), production[28]
- Gundam Unicorn épisodes 2 et 3 (2010-2011), storyboard, production[29],[30]

### Web animation
- Xam'd: Lost Memories (2008), Storyboard [31]

### Jeux vidéo
- Shenmue II (2000), Directeur des vidéos dans le jeu
- Fullmetal Alchemist: Prince of the Dawn (2009), Storyboard dans le film [32]